# Romániai magyar évkönyvek
Évkönyv – valamely év jellemző eseményeit, adatait, eredményeit összegező, ill. egyes területek (szerkesztőség, iskola, intézmény) évi működését ismertető kiadvány. Sokrétű jellege folytán e kiadványtípus a romániai magyar művelődésben főként öt területen jutott szerephez.

## Közéleti évkönyvek
Jelentős kísérlet volt e téren az Erdélyi Magyar Évkönyv 1918–1929 (Kolozsvár, 1930). Szerkesztette Fritz László és Sulyok István. Szándékuk szerint az évenként megjelenő kötetek a romániai magyarság életének teljes keresztmetszetét lettek volna hivatva megadni. Az egyetlen megvalósult kötet 714 munkatárs bevonásával és 2649 kérdőív feldolgozása alapján készült. Tizennégy fejezete közül kettő szorosabban vett művelődéstörténeti vonatkozású: Magyar könyv Erdélyben Sulyok Istvántól és Az Erdélyi Múzeum Egyesület tíz esztendeje id. Kántor Lajostól.
A bánsági magyarság életét mutatja be a Magyar Ház Évkönyve (Temesvár, 1930); a Páll György szerkesztette kötet amatőr kiadásban azok számára készült, akik "a temesvári Magyar Ház befejezését előmozdították". Művelődéstörténeti szempontból érdekes Endre Károly Temesvári művészek című összeállítása s a bánsági magyar irodalomról és sajtóról szóló fejezet.
"A kisebbségi magyar polgár kézikönyve" alcímmel megjelent újabb Erdélyi Magyar Évkönyv (Brassó 1937) Kacsó Sándor szerkesztésében a "kisebbségi humánum"-ot szólaltatja meg, s hasznos irányítást ad a nemzetiségi és állampolgári magatartás erkölcsi egyeztetésére.

## Iskolai évkönyvek
Több évtizedes hagyomány folytatásaként mind a felsőfokú tanintézetek, mind a jelentősebb középiskolák 1944-ig rendszeresen adtak ki évkönyvet. A főiskolaiak közül megemlíthető a kolozsvári református teológiáé és az unitárius teológia értesítője (1940-ben a XLIV. évfolyam jelent meg); A Ferenc József Tudományegyetem évkönyve az 1940–41-es tanévtől 1944-ig jelent meg Kolozsvárt. Mindezek a kiadó tanintézet belső életére vonatkozó adatokon kívül a romániai magyar irodalmat tükröző értékes életrajzi, könyvészeti és művelődési adalékokat is tartalmaznak.
Jeles napok alkalmat adnak arra, hogy az intézmény vezetősége feleleveníthesse az iskolai évkönyvek hasznos hagyományát, mint például az Anuarul Liceului Pedagogic din Odorhei Secuiesc – A székelyudvarhelyi Pedagógiai Líceum Évkönyve (1970–1971), amelyet Ecaterina Mageru, Ferenczi Emma és Hegedűs Gyula szerkesztettek. A gyergyószentmiklósi Salamon Ernő Középiskola Líceum című évkönyvét (1978–1980) Garda Dezső tanár és diákjai szerkesztették.

## Tudományos évkönyvek
Az Erdélyi Tudományos Intézet Évkönyve cíím alatt 1940-41-es, 1942-es, 1944-es és 1944-47-es (I-II.) kötetek jelentek meg Kolozsvárt; a rangos tanulmánygyűjtemény-sorozat az intézet munkatársainak kutatási eredményeit összegezte. Az utolsó két kötet – miként a szerkesztőségi jegyzetből kitűnik – részben a kimaradt 1943-as évkönyv anyagát öleli fel, melynek szedését 1944 őszén a háborús események miatt meg kellett szakítani, részben pedig a felszabadulást követő első évek tudományos eredményeiből ad ízelítőt. 1973-ra jelent meg Ritoók János bevezetésével a Korunk Évkönyv I. kötete, 24 szakember megszólaltatásával körképet adva a romániai tudományosságról; az 1974-re kiadott második Korunk Évkönyv a romániai magyar sajtót mutatja be Veress Zoltán bevezetőjével; az 1976-os jubileumi évkönyv, amelyet Egy alkotó műhely félévszázados történetéhez címen Szilágyi Júlia szerkesztett, főként magáról a folyóiratról szóló tanulmányokat tartalmaz; az 1977-es évkönyv – szerkesztette Veress Zoltán – központi témája az Ember a gyorsuló időben; az 1979-es évkönyv – szerkesztette Herédi Gusztáv –, tekintettel Orbán Balázs születésének 150. évfordulójára a Romániai magyar népismeret cím alá foglalt tárgykörrel foglalkozik, míg az 1980-as az Ember, város, környezet témáját dolgozza fel Veress Zoltán szerkesztésében.
1978-ban megindult A Hét Évkönyve sorozat is, köteteinek problematikáját az alcím jelzi: az I. kötet a Haza, szülőföld, nemzetiség (közli Bernád Ágoston összeállításában Romániai magyar írók repertóriuma cím alatt 136 író személyi és könyvészeti adatait is), a következő 1979-es II. kötet Mi lehet, mi lesz a gyermekem címen nevelésügyünk haladó hagyományait eleveníti fel s a szülőknek igyekszik szakszerű pályaválasztási tanácsokkal a segítségére lenni. Mindkét kötet felelős szerkesztője Horváth Andor, a II. kötet szerkesztője Baróti Judit. A III. kötet Azok a lázas hetvenes évek cím alatt az évtizedet áttekintő cikkválogatás.

## Irodalmi és művészeti évkönyvek
A Kolozsvári Nemzeti Színház Évkönyve (Kolozsvár, 1943) cím alatt Szabó Lajos szerkesztett színművészeti összefoglalást, amelyből kiemelkedik Jancsó Elemér tanulmánya a 150 éves kolozsvári magyar színjátszás hagyományairól. Szépirodalmi évkönyv-sorozatot kívánt megnyitni az Állami Irodalmi és Művészeti Könyvkiadó bukaresti, kolozsvári és marosvásárhelyi szerkesztőinek közös munkája, a Dimény István, Kocziány László, Lőrinczi László, Marosi Péter és Szász János szerkesztésében megjelent Irodalmi Évkönyv 1957, de a kötet sikere ellenére is a kezdeményezés elakadt.
1968-tól évről évre rendszeresen megjelent Kolozsvárt az Utunk Évkönyv. Grafikai tervező Tóth Samu, majd Árkossy István, a címlapot Deák Ferenc készítette. A népszerűvé vált évkönyv általános (1968), irodalomtörténeti (1969 és 1970), a lap jubileumát ünneplő (1971), lexikális (1972), humorisztikus (1973), honismereti (1974) beállítottságával teret biztosít a modern képzőművészet és zenei élet kérdéseinek is, gazdag illusztrációkkal és műmellékletekkel. További kötetei az 1850 éves Kolozsvár-Napocához (1975), a Nők Nemzetközi Évéhez (1976), a lap harmincéves történetéhez (1977), a Nemzetközi Gyermekévhez (1978), a műkedvelő színjátszáshoz (1979), valamint a hiedelmek-mítoszok világához (1980) kapcsolódtak.

## Alkalmi évkönyvek
Három nyelven jelent meg az Almanahul Tipografilor – Nyomdász Évkönyv – Buchdrucker Almanach (Kolozsvár, 1926) Krizsó Kálmán szerkesztésében. A remek kivitelezésű, ólommetszetekkel, linókkal, betűvetési táblákkal ellátott díszkiadás előállításában kolozsvári, nagyenyedi, nagyváradi és temesvári grafikusok és nyomdászok vettek részt. Művelődéstörténeti szempontból forrásértékű a kötetben Krizsó Kálmán: Nagyrománia kő- és könyvnyomdaipari statisztikája című összeállítása. A Krizsó-féle nyomdász évkönyv további kötetei: Almanahul tipografilor – Nyomdász Évkönyv – Buchdrucker Almanach (Temesvár, 1927); Almanahul Grafic – Grafikai Évkönyv – Graphisches Jahrbuch (1930); Graphisches Jahrbuch (társszerkesztő Friedrich Schneider, Kolozsvár, 1938); Grafikai Évkönyv (Kolozsvár, 1940). 1942-ben is megjelent még egy hasonló évkönyv, de nagyon szűk körben került terjesztésre, mivel a példányok java részét a rendőrség elkobozta. A Hankó János kiadásában megjelent 110 év. A Kolozsvári Casino Évkönyve (Kolozsvár, 1943) művelődéstörténeti szempontból becses, mert az alapítástól fogva 1943-ig bezárólag közli a kaszinó tagjainak névsorát.
Évkönyv címmel 1947-ben és 1948-ban jelentetett meg egy-egy kisebb kiadványt Brassóban az Encián Turista és Testnevelési Egyesület Ördögh Sándor szerkesztésében.